# Флаг Сабинского района
Флаг Саби́нского муниципального района Республики Татарстан Российской Федерации — опознавательно-правовой знак, служащий официальным символом муниципального образования.

## Описание
«Флаг Сабинского муниципального района представляет собой жёлтое прямоугольное полотнище с отношением ширины к длине 2:3, воспроизводящее фигуры герба: вдоль нижнего края зелёную полосу в 1/4 ширины полотнища, а посередине жёлтой части вплотную к полосе — зелёную ель, от основания которой к нижним углам полотнища расходятся расширяющиеся волнистые голубые полосы с белыми каймами».

## Обоснование символики
Флаг Сабинского муниципального района разработан на основе герба, который языком символов и аллегорий отражает природные и исторические особенности района.
Сабинский район образован в 1930 году, однако, на его территории более шести столетий назад уже существовали поселения. Центр района — село Богатые Сабы — одно из самых древних, первые упоминания о нём относятся к XIV веку. Самые ранние поселения размещались, как правило, по берегу рек и окружали их непроходимые, дремучие леса. И сейчас значительную территорию района занимают хвойные леса. Сабинский лесхоз — самое крупное предприятие района, которое объединяет в себе шесть лесничеств. Важная роль лесного хозяйства в жизни местного населения отражена на флаге елью — традиционным символом долголетия, стойкости, источника силы.
Зелёный цвет — символ природы, здоровья жизненного роста и жёлтый цвет (золото) — символ урожая и богатства указывают на основное направление экономики района — сельскохозяйственное производство.
Волнистые расширяющиеся полосы аллегорически показывают родники, которые составляют основную часть водных ресурсов района. Сливаясь, ручьи образуют маленькие речки: Мешу, Сабинку и Кала-Тау. Последние, в свою очередь, питают своими водами крупные реки: Волгу и Вятку.
Белый цвет (серебро) — символ чистоты, совершенства, мира и взаимопонимания.
Голубой цвет — символ чести, благородства, возвышенных устремлений.
Таким образом, герб языком символов и аллегорий отражает природные и исторические особенности района.